# Lennart Grefve
Olof Lennart Adolf Grefve, född 6 november 1933 i Lövånger i Västerbottens län, död 9 juli 2021 i Umeå stadsförsamling i Västerbottens län, var en svensk försäkringsdirektör och före detta ordförande i IF Björklöven.   
Grefve var en av Björklövens mest betydande personer genom klubbens historia. Åren 1996-2001 var Grefve ordförande och räddade klubben från konkurshotet under 90-talet. Under Grefves ordförandetid klättrade klubben åter upp till Elitserien 1998/1999 och 2000/2001 och ishockeyhallen utbyggdes till Umeå Arena. Grefve blev 2000 årets personlighet inom svensk hockey. Grefve var även styrelseledamot i Elitserien i ishockey och efter sin avgång fortsatt hedersordförande, presschef och ordförande i valberedningen för Björklöven.
Lennart Grefve var son till lantbrukaren Karl Einar Grefve och Signe Sellin. Grefve avlade studentexamen 1950, blev värnpliktig sergeant vid Västerbottens regemente 1951 och sedan student vid IFU i Stockholm. Grefve var försäljningschef och sedermera regiondirektör för försäkringsbolaget Skandia. Lennart Grefve var gift första gången med fakultetssekreteraren vid Umeå universitet Vivianne Grefve (född Lundberg) och andra gången med Anita Grefve (född Strömsöe). 